# Gloria Valencia de Castaño
 Gloria Valencia de Castaño (Ibagué, 27 de juliol de 1927 - Bogotà, 24 de març de 2011) va ser una intel·lectual, periodista i presentadora de televisió colombiana. Consagrada pel públic i la crítica, com la «Primera Dama» de la televisió colombiana és reconeguda també com una de les principals figures de la divulgació de la cultura a Colòmbia.
El setembre del 1950 va iniciar, juntament amb el seu espòs, l'advocat Álvaro Castaño Castillo i altres persones, l'emissora cultural HJCK, "El mundo en Bogotá". Durant més de mig segle va ser col·laboradora de diversos programes d'aquesta emissora, que avui transmet només via internet, amb temàtiques entorn de la informació i promoció cultural.

## Els seus primers anys
Gloria Valencia va ingressar a la televisió colombiana des dels seus inicis el 1954. A més de presentadora oficial va animar, a caps d'any, el primer intent de programa comercial de la televisió colombiana: "El lápiz Mágico", patrocinat pel Banco Popular. Presentà també l'espaci "Conozca los autores", la primera emissió dels quals la va realitzar amb León de Greiff. Des d'aquest llavors va començar a consagrar-se com la primera figura femenina de la televisió colombiana. El 1957 va començar a treballar amb les programadores privades, en primera instància amb PUNCH, la pionera, amb el programa "Por los caminos de la patria". Després, des de 1963 treballà amb Radio Televisión Interamericana (R.T.I.) en programes com El precio es Correcto, Estudio Uno i Cumpleaños Ramo. Posteriorment treballà amb Caracol, Cenpro i el 1979 començà amb Radio Cadena Nacional (RCN Radio) i és tard amb RCN Televisión.
Mitjançant la seva vinculació permanent a la televisió colombiana, Gloria Valencia de Castaño va col·laborar durant més de vint anys amb "Carta de Colombia", produït per R.T.I. Televisión entre 1970 i 1979, dirigit per Alvaro Castaño Castillo, i presentat també a la HJCK; amb aquest programa va obtenir un dels Premis Ondas 1970 de Barcelona i es va transmetre setmanalment per 16 estacions de televisió del món.
Gloria Valencia de Castaño va ser la presentadora oficial durant diversos anys del Concurs Nacional de Bellesa de Colòmbia a Cartagena de Indias i igualment va treballar durant diverses temporades consecutives per a RCN Televisión en el programa "Esta noche sí", dirigit pel seu fill Rodrigo, i en el qual va compartir la presentació amb la seva filla Pilar Castaño i amb Camilo Pombo; també va ser presentadora del programa "Correo Especial" per a la cadena tres o canal d'interès públic.
En RCN Radio, juntament amb Pilar Castaño, va conduir el programa d'emissió diària "Gloria y Pilar". A més d'animar programes de ràdio i televisió, Gloria València va ser col·laboradora esporàdica dels periòdics El Tiempo i El Espectador, redactora de la revista Cromos i directora de la revista Laura.

## Defunció
El 24 de març de 2011 als 83 anys va morir a la ciutat de Bogotà a causa de complicacions respiratòries. La 'primera dama de la TV' va morir passades les 8 p. m. a la seva casa, a Bogotà, va comentar la seva família.

## Premis i distincions
- 1957, 1958, 1959, 1965 - Premi Nemqueteba.
- 1970, 1975 Premi Ondas.
- 1971 Premi Ondra.
- 1975 Premi Antena de la consagración.
- 1978 Premi José Mercurio de l'Asociación de Periodistas del Espectáculo
- 1978 Premi Guaicaipuro d'or de Veneçuela com a 'Millor presentadora de Llatinoamèrica'.
- 1982 Premi Julián Ospina de l'Asociación Colombiana de Locutores (ACL).
- 1984 - Orde Manuel Murillo Toro
- 1987 Premi Simón Bolívar.
- 1988 Premi India Catalina de oro a 'Tota una vida'.
- 1989 Premi Simón Bolívar en la categorya Gran Bolívar de Oro.
- 1995 Premio Simón Bolívar a la 'Vida i obra d'un periodista'.
- 2000, 2001 Premio TV y Novelas.
- 2006 Premio Cromos de la moda a 'Toya una vida'.
- 2007 Orde Garzón y Collazos de la Fundación Musical de Colombia y Homenaje de la Asociación Colombiana de Locutores (ACL).